# Rathaus Neustadt-Glewe

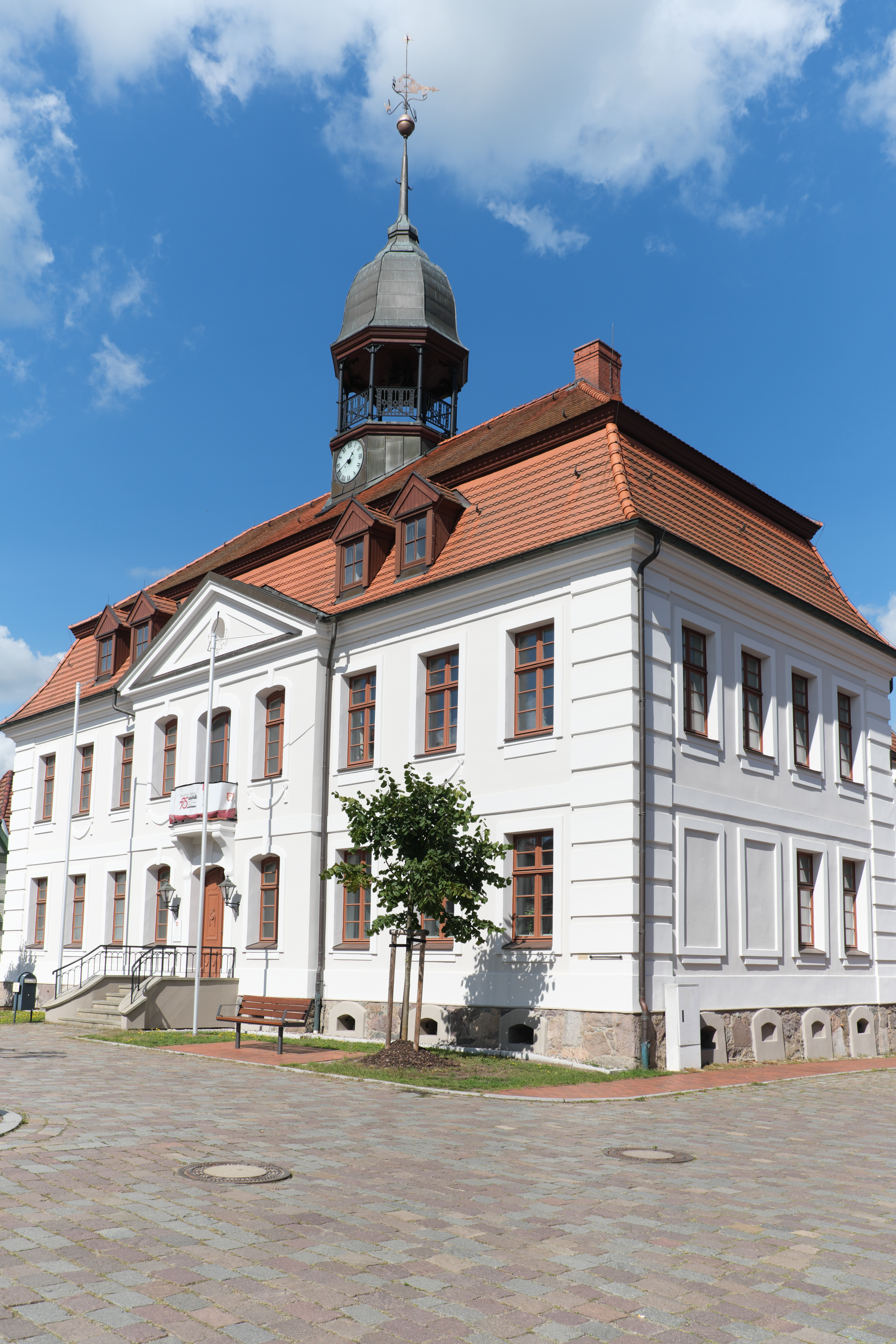
Neustädter Rathaus (2023)

Das Rathaus von Neustadt-Glewe wurde von 1802 bis 1806 gebaut. Es befindet sich im Stadtkern von Neustadt-Glewe, direkt am Marktplatz.

## Chronik

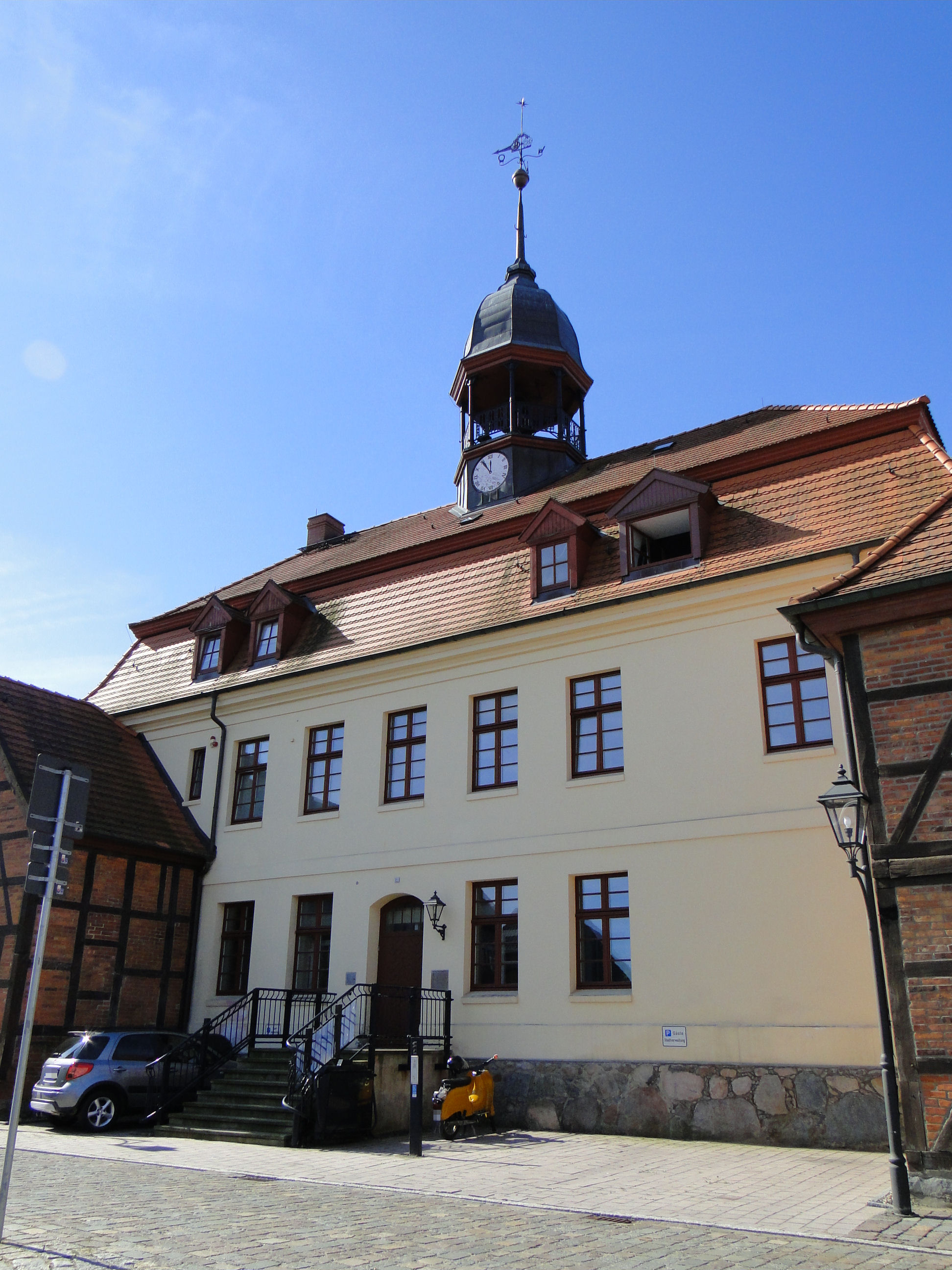
Rückseite (2011)

Im Jahr 1248 wird die „Nova Civitas“ (Neue Stadt) erstmals urkundlich erwähnt. Von 1619 bis 1717 wurde das Neue Schloss gebaut. 
1576 wurde ein erstes Rathaus erwähnt. 1664 war der erste Stadtbrand. 1671 wurde ein Rathaus am Markt benannt, von dem es 1692 heißt, dass es dach- und fachlos sei. 1694 gab es einen zweiten Stadtbrand. 1716 erfolgte der Abriss des baufälligen Rathauses.
1720 erfolgte der Aufbau eines zweiten Rathausbaus. Bei dem großen Stadtbrand von 1728 fielen viele Häuser und auch dieses Rathaus den Flammen zum Opfer. 1741 schließlich brannte auch der Ortsteil „Kietz“ fast vollständig nieder. 
Das dritte, neue Rathaus wurde von 1802 bis 1806 im barocken Stil als freistehendes Fachwerkhaus an dem etwa 30 × 40 Meter großen, rechteckigen Marktplatz erbaut. Der zweigeschossige, rechteckige Putzbau mit seinen einfachen horizontalen Ecklisenen ist zum Markt in drei Teile mit drei Fensterachsen gegliedert. Über dem flachen Mittelrisalit mit dem Haupteingang befindet sich ein klassizistischer Dreiecksgiebel. Das ausgeprägte Mansarddach wird von einer mittleren, offenen Laterne abgeschlossen. Es heißt, dass der Amtsmaurermeister Frey das Gebäude erstellt habe. Das Haus ist trotz der Zeit des Klassizismus noch dem Barockstil zuzuordnen. Portale und Fensteröffnungen haben Segmentbögen und werden durch Faschen und angedeutete Schlusssteine betont. Schleifenbänder zieren die Putzwände. Über der geschnitzten, zweiflügeligen Holzeingangstür befindet sich ein eher bescheidener Balkon und darüber eine Sonnenuhr. Eingeschmiedet in die Balkonbrüstung ist die Jahreszahl „1805“, vor der Wende prangte hier das alte Stadtwappen. Die Turmuhr ist mit einem Uhrwerk der Firma J. F. Weule aus dem Jahr 1900 und einem Geläut ausgestattet, das zu jeder Viertelstunde mit einer zeitabhängigen Anzahl an Schlägen ertönt.
Das Rathaus wurde um 1996 im Rahmen der allgemeinen Stadterneuerung umfassend saniert.